# Jegliniec (powiat sejneński)
Jegliniec – wieś w Polsce, położona w województwie podlaskim, w powiecie sejneńskim, w gminie Krasnopol. Leży nad jeziorami Jegliniec i Gremzdel. 

## Części wsi
| SIMC    | Nazwa     | Rodzaj    |
| ------- | --------- | --------- |
| 0760805 | Granowo   | część wsi |
| 0760811 | Jabłonowo | część wsi |

## Historia
W pobliżu wsi znajdują się relikty grodziska jaćwieskiego.
Wieś królewska ekonomii grodzieńskiej położona była w końcu XVIII wieku  w powiecie grodzieńskim województwa trockiego Wielkiego Księstwa Litewskiego.
W latach 1954–1959 wieś należała i była siedzibą władz gromady Jegliniec, po jej zniesieniu w gromadzie Kaletnik. W latach 1975–1998 miejscowość należała administracyjnie do województwa suwalskiego.
Według Pierwszego Powszechnego Spisu Ludności z 1921 roku wieś Jegliniec liczyła 8 domów i 66 mieszkańców (38 kobiet i 28 mężczyzn). Wszyscy mieszkańcy miejscowości zadeklarowali wówczas wyznanie rzymskokatolickie. Jednocześnie większość mieszkańców wsi, w liczbie 43 osób, podała narodowość litewską, a pozostałe 23 osoby podały narodowość polską.